# Георг Муфат
Георг Муфат (на немски: Georg Muffat; покръстен на 1 юни 1653 – 23 февруари 1704) е бароков композитор.

## Биография
Муфат е роден в Межев (Megeve), област Савой (Haute-Savoie), в днешна Франция, като потомък на шотландци. Той учи в Париж при Жан-Батист Люли в периода 1663 – 1669 г., до започването му на работа като органист в Молсхайм и Селещат, област Елзас, в близост до границата с Германия. По-късно започва да учи право в Инголщат, провинция Бавария, в днешна Германия, а след това се мести във Виена, Австрия. След, като не успял да намери подходящо назначение, той се мести в Прага, Чехия през 1677 г. След това отива в Залцбург, където работи за архиепископът на града за около десет години.
Около 1680 г. той тръгва за Италия, където учи орган при Бернардо Паскуини (Bernardo Pasquini), последовател на традицията на Джироламо Фрескобалди. Той се среща с Арканджело Корели, чиито творби много цени. От 1690 г. до смъртта си е капелмайстор при епископа на Пасау, Германия.
Синът му Готлиб Теофил Муфат (Gottlieb Theophil Muffat, 1690 – 1770) също е успешен композитор.

## Творби
Неговите творби са силно повлияни от италиански и френски композитори:
- Соната за различни инструменти (armonico tributo 1682);
- Оркестрови сюити (florilegium primum & secundum 1695);
- 12 кончерти гроси (auserlesene... instrumental Musik 1701) re-using some thematic material from armonico tributo
- 12 Токати за орган и други пиеси, като пасакалии, шакони, арии с вариации (apparatus musico-organisticus 1690);
- Някои партити за клавесин, запазени като ръкопис.
- Няколко релегиозни творби (три меси, Salve Regina и др.), от които само Missa in labore requies в 24 части е запазена.

Опери
- Marina Armena (1679 г., Залцбург, Akademie-Theater)
- Königin Marianne oder die verleumdete Unschuld (септември 1680 г.)
- Le fatali felicità di Plutone (1687 г., Залцбург)

Муфат, подобно на Йохан Якоб Фробергер и Георг Фридрих Хендел е космополитен композитор, изиграл важна роля в размяната на музикални идеи в Западна Европа. Неговите книги съдържат данни за музикалните практики през неговата епоха.

## Медия
Toccata prima

## Звукозаписи
- Armonico Tributo, Les Muffatti (Ramée RAM0502)
- 12 Concerti Grossi 1701, Musica Aeterna Bratislava, (Naxos Records 8.555096, 8.555743)